# Giuseppe Avanzini
Giuseppe Avanzini (Gaino di Toscolano Maderno, 13 dicembre 1753 – Padova, 18 giugno 1827) è stato un matematico e fisico italiano.

## Biografia
Giuseppe Avanzini nacque a Gaino di Toscolano Maderno, sulla sponda Bresciana del Lago di Garda, allora parte della Repubblica Veneta. Proveniva da una famiglia umile ma poté studiare matematica e teologia entrando al seminario di Brescia. Qui fu ordinato sacerdote nel 1777 e più tardi nominato abate. Durante i suoi studi a Brescia, l'Avanzini coltivò il suo interesse per la matematica e per la fisica diventando allievo di Domenico Cocoli.
Finiti gli studi, e acquistata una certa notorietà come abile matematico, venne accolto in casa dal Conte Carlo Bettoni con il quale collaborò per la parte matematica alla pubblicazione di opere come Pensieri sul governo dei fiumi e L'uomo volante per acqua, per aria e per terra. Alla morte del Bettoni nel 1786, Giuseppe Avanzini si trasferì a Noventa Padovana dove andò a occupare la cattedra di matematica e fisica del collegio locale. Forse in virtù della corrispondenza intrattenuta con Daniele Francesconi già a partire dal 1791, nel 1794 lasciò Noventa per diventare pubblico precettore presso il Collegio San Marco di Padova, istituito pochi anni prima per accogliere gli studenti universitari. 
Quando nel 1797 il collegio venne soppresso dalle riforme napoleoniche, l'Avanzini venne nominato professore di matematica dell'Università di Padova. Tuttavia, a causa delle sue posizioni politiche fu obbligato a dimettersi già nel 1801. L'Avanzini era infatti Massone, membro della loggia inglese di Firenze. Poté riprendere il suo posto solo nel 1806 quando gli fu affidata la cattedra di fisica generale e matematiche applicate. Negli anni che seguirono Giuseppe Avanzini fece una brillante carriera. Nel periodo 1808 - 1809 fu preside della facoltà di scienze dell'Università di Padova. Dal 1813 fu socio dell'Accademia Nazionale delle Scienze. Nel 1816 passò alla cattedra di calcolo sublime, succedendo a Pietro Cossali. A partire dal 1802, fino al 1815, ebbe una violenta polemica con Vincenzo Brunacci, relativa alla teoria matematica sul funzionamento dell'ariete idraulico.
Giuseppe Avanzini morì a Padova nel 1827. È ricordato in particolare per essere l'autore della nota Legge di Avanzini sul moto dei fluidi.

## Opere principali
La gran parte delle sue pubblicazioni si interessava di dinamica dei fluidi e aerodinamica. Vanno ricordate in particolare:
- Nuove ricerche sulla resistenza de' fluidi (1793).
- Osservazioni e sperienze sopra la teoria della resistenza de' fluidi dell'Alembert (1809).
- Nuove ricerche dirette a rettificare la teoria della resistenza de' fluidi e le sue applicazioni (1810).
- Sopra la forza con la quale l'acqua di una gran vasca prismatica sgorgando da una piccola luce spinge innanzi la colonna acquea contenuta in una canna cilindrica, e orizzontale congiunta alla luce medesima memoria (1817).